# MESM
MESM是苏联第一台通用可编程电子计算机。也有人認為是歐洲大陸第一台计算机。 
在基辅电子技术研究所的谢尔盖·列别捷夫的指导下，一群科学家成功研發出MESM。MESM于1950年投入运行。它有大约6,000个真空管。它每分钟可以执行大约3,000次操作。